# Maria Fortunata Scola Camerini
La baronessa Maria Fortunata Scola Camerini (Rovigo, 20 giugno 1864 – Creazzo, 1937) è stata una scultrice italiana.

## Biografia
Primogenita di otto figli, Maria Fortunata nacque a Rovigo nel 1864 dal conte (poi duca) Giovanni Camerini, senatore del neonato Regno d'Italia, e dalla contessa Luisa Raimondi di Podio. Durante l'infanzia e la giovinezza soggiornò tra Firenze, Venezia, Ferrara e Villanova Marchesana, seguendo la famiglia.. 
Suo cugino fu il famoso industriale e politico, il conte (poi duca) Paolo Camerini (1868-1937).
Si appassionò fin da subito alle arti, avvicinandosi dapprima alla pittura floreale. A villa Luisa, ex convento certosino trasformato in villa di famiglia a Villanova Marchesana, prese lezioni di disegno e realizzò le sue prime composizioni floreali su stoffa, ceramica e altri materiali, partecipando alle esposizioni di Firenze, nel 1890, e di Londra, nel 1897.
Vedendo una sorella modellare la creta del Basso Polesine raccolta nella tenuta paterna, si interessò alla scultura, che divenne da allora un'occupazione costante.
Autodidatta ma determinata e dotata di talento, ebbe modo di conoscere Giovanni Dupré a Firenze, di cui frequentò lo studio durante vari soggiorni con il padre che aveva commissionato un monumento al noto scultore.
In controtendenza con il suo tempo — a fine Ottocento era insolito che le donne si dedicassero alla scultura, ancora considerata un'arte maschile — si specializzò nella ritrattistica, realizzando numerosi busti in bronzo, prendendo a soggetto i suoi familiari e le personalità che frequentavano la villa di famiglia. Tra di essi si ricordano il ritratto di Isabella Camerini Valmarana per il Dispensario antitubercolare di Ferrara, i ritratti del padre, dell'arciprete Domenico Marangoni, di Antonio Fogazzaro, del duca Carlo Capace Galeota o del conte Fabio Sanminiatelli Zabarella, o ancora i busti di Giovanni Battista Tenani e di Alessandro Casalini. L'unica commissione di cui si abbia conoscenza è quella di un Cristo per l'Università Cattolica di Milano.
Maria Camerini non adottò lo stile verista e accademico allora imperante. Secondo Renato Cevese, «ella era capace di esprimersi con personalità a volte vigorosa e con vivezza d'accenti, poiché il ritratto non era per lei un abile gioco formale volto a cogliere gli aspetti esteriori del soggetto, ma processo di acuta e intelligente penetrazione psicologica».
Nel 1892 sposò il barone Bartolomeo Scola Tommasoni e si trasferì a Villa Scola Camerini, detta il Castello.
Nel 1899 espose tre busti alla 3ª Biennale di Venezia.
«Di fermi principi morali, di profonda religiosità ed altruismo», nel 1911 si adoperò per la fondazione dell'asilo Sant'Antonio a Creazzo. Fece inoltre dono di una copia della pala d'altare dell'Immacolata Concezione del Tiepolo alla chiesa parrocchiale di Sant'Ulderico.
Maria Camerini Scola continuò a scolpire fino alla morte, sopraggiunta a Creazzo nel 1937, lasciando incompiuto il ritratto del figlio Giuseppe, ufficiale dell'Aeronautica Militare precipitato ad Aviano.
La sua gipsoteca è conservata nella cedraia di Villa Scola Camerini. Altre sue opere si trovano nei Musei civici di Vicenza, all'Accademia dei Concordi di Rovigo, nella chiesa dell'Università Cattolica del Sacro Cuore di Milano o ancora nel Cimitero monumentale di Vicenza.

## Esposizioni
Tra le esposizioni a cui partecipò Maria Camerini Scola si ricordano:
- 1892, Vicenza
- 1894, Vicenza
- 1897, Londra
- 1899, Venezia, con le opere Ritratto di vecchio e Antonio Fogazzaro
- 1906, Milano, busto in bronzo
- 2013, mostra "Cinque secoli di volti" a Palazzo Chiericati, Vicenza, 5 busti[8]